# Andy Zhang
Andy Zhang (Shandong, 1997) is een Chinese golfer.

## Amateur
Zhang groeide op in Beijing. Maar verhuisde op 10-jarige leeftijd naar San Francisco, vanwaar hij naar de David Leadbetter Academy in Orlando ging.

### US Open
De 14-jarige Zhang was in 2012 de jongste speler die na het begin van de Tweede Wereldoorlog aan het US Open meedeed. Dat record stond op naam van Tadd Fujikawa, die in 2006 15 jaar was toen hij meedeed, en daarvoor op naam van Tyrell Garth, die in 1941 16 jaar was. De allerjongste deelnemer was Tom Morris, die in 1865 14 jaar en vier maanden was, twee maanden jonger dan Zhang.
De eerste ronde begon slecht. Na vijf holes stond hij +8, zijn score was 79. De tweede ronde scoorde hij 77, dus hij miste de cut. Vier weken later won hij de Florida Boys Championships.

### Gewonnen
- 2009: 36-holes kwalificatie voor de Callaway World Junior Championships.
- 2012: Florida Boys